# كاتسوؤبوشي
كاتسوؤبوشي (باليابانية: 鰹節) كما يعرف أيضا باسم أوكاكا (おかか) هو سمك التونة الوثابة المجفف والمخمر والمدخن. يحتوي الكاتسوؤبوشي على نكهة غنية بالأومامي. ويستخدم بطرق مختلفة في المطبخ الياباني إلى جانب استخدامه في صنع الحساء مثل حساء الميسو.
وتعد محافظة أوكيناوا أول محافظة مستهلكة للكاتسوؤبوشي في اليابان وأغلب أطباقها المحلية يستخدم في إعدادها الكاتسوؤبوشي.

## اقرأ أيضا
- فوريكاكي
- شابو شابو